# Прокопий Вятский

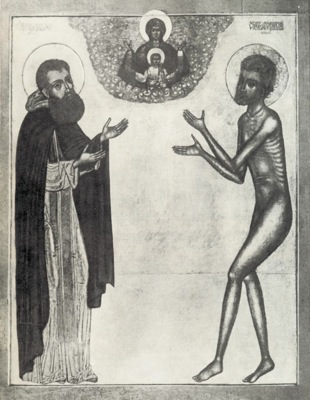
Трифон и Прокопий Вятские. Икона, XVII век, Вятский (Кировский) музей

Проко́пий Вя́тский (в миру Проко́пий Макси́мович Плушко́в; 1578, дер. Корякинская[уточнить] около Хлынова — 21 декабря 1627, Хлынов) — святой праведный Христа ради юродивый.
Родился в деревне около Хлынова в семье крестьян Максима и Ирины Плушковых. В 1590 на поле в него попала молния, и он повредился умом: рвал на себе одежду, топтал её и ходил нагим. Тогда родители привезли его в Успенский Трифонов монастырь в Хлынов, и преподобный Трифон с братией исцелил его.
В 1595—1598 жил и помогал отцу Иллариону в его церкви Св. Екатерины в Слободском. В 1598 ушёл в Хлынов и стал юродствовать. Он предугадывал выздоровление или смерть больных, бессловесно предупреждал о пожарах, повышении налогов московской властью. За эту способность люди стали чтить его как святого. Предугадал и свою кончину.
Похоронен в Успенском Трифоновом монастыре, к северу от собора.